# Grayson Burne
Grayson Burne är en brittisk kanotist.
Han tog bland annat VM-guld i K-2 10000 meter i samband med sprintvärldsmästerskapen i kanotsport 1990 i Poznań.